# Christoph Metzelder
Christoph Tobias Metzelder (Haltern, Renânia do Norte-Vestfália, 5 de novembro de 1980) é um ex-futebolista alemão que atuava como zagueiro.[carece de fontes?]

## Carreira

### Borussia Dortmund
Metzelder nasceu em Haltern, Renânia do Norte-Vestfália. No verão de 2000, ele assinou com o Borussia Dortmund vindo do SC Preußen Münster, e foi um sucesso instantâneo. No final de sua primeira temporada na Bundesliga, ele ganhou seu primeiro cap pela Alemanha, jogando o segundo tempo de uma vitória amistosa por 5–2 na Hungria em 15 de agosto de 2001.
A segunda temporada no Dortmund trouxe a Metzelder o título nacional de 2002 e 14 jogos pela Alemanha, até a final da Copa do Mundo FIFA de 2002 com esta última. No entanto, ele perdeu toda a temporada 2003–04 devido a uma lesão no tendão de Aquiles, e só participou de 16 jogos da liga na temporada seguinte.[carece de fontes?]
Depois de mais de dois anos fora da seleção nacional, Metzelder foi convocado pelo novo técnico Jürgen Klinsmann para um amistoso contra a China, em outubro de 2005. Ele também marcou seus dois primeiros gols na liga, em empates por 1–1 contra Mainz 05 e Hamburger SV, e seria titular indiscutível da Alemanha na Copa do Mundo de 2006, fazendo dupla com SV Werder Bremen's Per Mertesacker.

### Real Madrid
Em 18 de abril de 2007, depois de não conseguir renovar seu contrato com o Borussia, Metzelder se transferiu para o Real Madrid no final da temporada em uma transferência gratuita.  Em fevereiro de 2008, depois de conseguir se manter livre de lesões nos primeiros meses de sua aventura na Espanha, ele passou por uma cirurgia na sola do pé, resultando em quase 60 dias sem poder atuar; Em 11 de maio, após perder o confronto de oitavas de final da UEFA Champions League contra a A.S. Roma, ele retornou e jogou os 90 minutos completos contra o Real Zaragoza (empate em 2–2 fora de casa).
Apesar da falta de tempo de jogo, Metzelder participou de todas as partidas da Alemanha na UEFA Euro 2008, novamente em parceria com Mertesacker.  Na La Liga de 2008–09 ele foi o principal beneficiário de uma suspensão de dez jogos imposta ao Pepe do Real Madrid; depois de uma atuação estelar na vitória por 4–2 no Sevilla FC ele também jogou na derrota por 6–2 em casa para o FC Barcelona, somando o melhor da sua carreira – na Espanha – 12 jogos.
Metzelder deixou o Real Madrid após o término de seu contrato em 30 de junho de 2010.

### Retorno à Alemanha

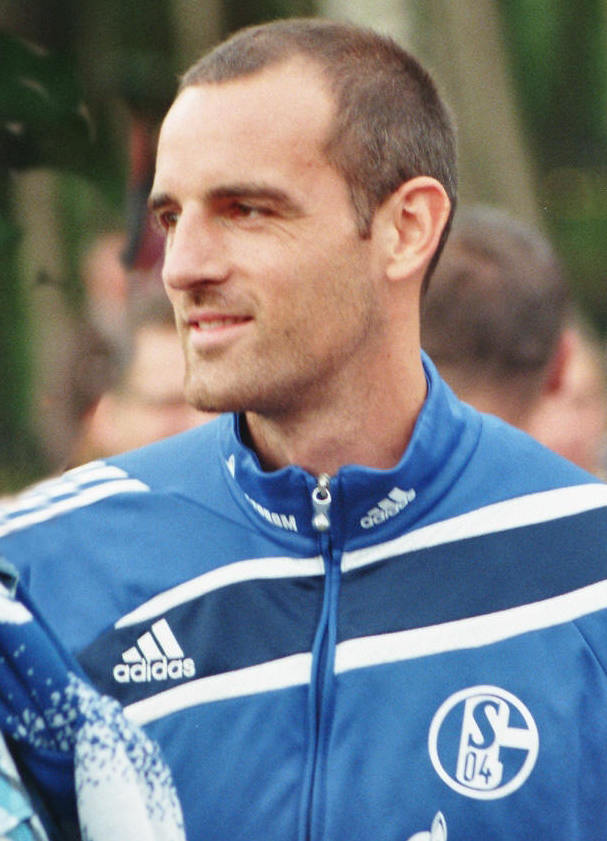
Metzelder com a camisa do Schalke in 2010

Em 27 de abril de 2010, antes do final da temporada, Metzelder anunciou seu retorno à Alemanha, concordando em um contrato de três anos com o FC Schalke 04, clube onde já havia jogado nas categorias de base 15 anos antes. Seus dois primeiros jogos na liga pelo clube, na 2010–11, terminaram em derrotas por 2–1, para Hamburger SV e Hannover 96.
Metzelder participou de dez partidas completas na edição 2010–11 da UEFA Champions League, resultando em uma campanha até a semi-final. Ele também somou cinco jogos na DFB-Pokal,  incluindo a semi-final contra o FC Bayern Munich (vitória por 1 a 0)  e a  Final da DFB-Pokal de 2011 contra o MSV Duisburg (goleada de 5 a 0).
Em maio de 2013, Metzelder, aos 32 anos, anunciou sua aposentadoria do futebol profissional ao final da temporada de 2012–13 da Bundesliga.   Em julho de 2019, ele foi contratado como comentarista pela emissora pública ARD. No momento em que foi colocado sob investigação criminal, em setembro de 2019, ele era comentarista da Sky Sports.

## Títulos
Borussia Dortmund
- Bundesliga: 2001–02

Real Madrid
- La Liga: 2007–08
- Supercopa da Espanha: 2008

Schalke 04
- Copa da Alemanha: 2010–11
- Supercopa da Alemanha: 2011

## Polêmica
Em setembro de 2019, passou a ser investigado por posse e tráfico de pornografia infantil. Segundo o jornal alemão Bild, foi a própria mulher do ex-jogador que o denunciou à policia.